# Municipio de Cárdenas
El municipio de Cárdenas es un municipio del estado mexicano de Tabasco, localizado en la región del río Grijalva y en la subregión de la Chontalpa. Debe su nombre al ilustre Presbítero y Dr. José Eduardo de Cárdenas y Romero, Diputado por Tabasco ante las Cortes de Cádiz y quien promovió la fundación de la cabecera municipal al donar (dar) los terrenos para su asentamiento.
Su cabecera municipal es la ciudad de Heroica Cárdenas y cuenta con una división constituida, además, por 59 colonias urbanas circundantes, 58 ejidos, 51 rancherías, 21 poblados, 8 colonias rurales, 6 fraccionamientos y 3 villas. Estas últimas son las villas de Sánchez Magallanes, Villa Benito Juárez y Villa Ignacio Gutiérrez Gómez.
Su extensión es de 2.112 km², los cuales corresponden al 8,3% del total del estado; esto coloca al municipio en el quinto lugar en extensión territorial.

## Toponimia
El municipio debe su nombre al illustre tabasqueño José Eduardo de Cárdenas y Romero, presbítero, incansable defensor de los indígenas durante la colonia, Diputado por Tabasco ante las Cortes de Cádiz, España en 1811, gran promotor y donador de los terrenos para que se fundara la villa de San Antonio de los Naranjos hoy Heroica Cárdenas, cabecera del municipio.

## Historia
La ocupación del territorio de lo que hoy es el municipio de Cárdenas pudiera remontarse hacia los años 800 a 400  a. C. como consecuencia de la expansión Olmeca de La Venta, sitio cercano a los límites de este municipio y el de Huimanguillo. Según Drulder y Contreras, la cultura Olmeca se expandió hacia los ranchos Tonalá y Cárdenas. Al noroeste y sur del municipio se han encontrado vestigios arqueológicos pertenecientes a la Cultura Maya como en Arroyo Hondo, La Azucena, Encrucijada, Santuario y en Sánchez Magallanes.
Durante el inicio de la colonia, varias expediciones españolas pasaron por el territorio que hoy es el municipio de Cárdenas. Hacia 1524 inician las incursiones españolas al territorio, desde La Villa del Espíritu Santo (Coatzacoalcos), con la finalidad de conquistar y pacificar la región llamada de la Chontalpa. Ese año, el capitán Luis Marín, junto con un ejército, cruza el río Tonalá (actual límite natural entre los estados de Veracruz y Tabasco) pasa por la población llamada Agualulco (hoy Sánchez Magallanes) y cruza el municipio de Cárdenas rumbo a los pueblos de Cupilco Cucultiupa, Cimatán y Nacaxuxuca.
Un mes después, en abril de 1524, el capitán Rodrigo Rangel, siguiendo la misma ruta de Luis Marín, penetra en tierras de Cárdenas con el objeto de pacificar la región.
Bernal Díaz del Castillo en la “Historia Verdadera de la Conquista de la Nueva España”, narra que el conquistador Hernán Cortés en su expedición a Las Hibueras (hoy Honduras), pasó por un pueblo llamado Ayagualulco o Agualulco, identificado hoy con La Villa y puerto de Sánchez Magallanes (antes Barra de Santa Ana), para después internarse en el hoy municipio de Paraíso.
En el año de 1557, inician las incursiones piratas en las costas de Tabasco, actividad, que fue nefasta para la provincia. Entre 1680 y 1689, el pirata Laurens de Graff alias "Lorencillo", incursionó a la Chontalpa en innumerables ocasiones, convirtiéndose en un verdadero azote para las poblaciones de la región, debido a ello, los agualulcos tuvieron que abandonar la Barra de Santa Ana e internarse tierra adentro fundando aldeas y pueblo como San Felipe Río Nuevo (hoy, villa Ignacio Gutiérrez Gómez) y Huimango; y para evitar de una vez por todas el asedio de los piratas, los pueblos de la Chontalpa resolvieron tapar el río Mezcalapa o de Dos Bocas, en el llamado “paso de don Chilo Pardo”, sitio ubicado en el municipio de Huimanguillo, desviándolo hacia un brazo afluente del río Grijalva. Desde entonces, a ese cauce que disminuyó drásticamente su caudal, se le llamó río Seco.
El 22 de abril de 1797 por disposición del gobernador colonial Miguel de Castro y Araoz, y a iniciativa del doctor José Eduardo de Cárdenas y Romero, dio inicio la mensura de las tierras de San Antonio Río Seco, y con ello, la fundación de San Antonio de los Naranjos, en lo que hoy sería el primer cuadro de la ciudad de Heroica Cárdenas, perteneciente en ese entonces al partido de Cunduacán.
El 2 de enero de 1851, el Congreso del Estado decretó que se declaraba villa al pueblo de San Antonio de Cárdenas, en memoria de José Eduardo de Cárdenas y Romero, en virtud de haber sido el donante de los terrenos de su propiedad “Los Naranjos”, como él dijo: “para el ensanche y extensión del pueblo”.
El 18 de diciembre de 1883, según la Ley Orgánica de la División Territorial del Estado de Tabasco, se crea oficialmente el municipio de Cárdenas y a finales de 1890, la división territorial del municipio estaba integrada por una villa (H. Cárdenas), 2 pueblos (Barra de Santa Ana y San Felipe Río Nuevo) y 12 vecindarios rurales (Arroyo Hondo, Bajío, Camino Nacional, Calzada, Habanero, Hidalgo, Limón y Candelero, Naranjeño, Paso y Playa, Poza Redonda y Santuario, Río Seco 1.ª, Río Seco 2.ª, Santana y Zapotal).
El 5 de abril de 1919, fue uno de los 17 municipios libres en que se divide el estado y el 4 de mayo de 1949, Cárdenas es ratificado municipio del estado de Tabasco.

## Personas destacadas
- José Eduardo de Cárdenas y Romero: (1765-1821).- Aunque no nació en el municipio de Cárdenas, por ser el fundador de la cabecera municipal, ocupa un lugar muy especial en la memoria de este municipio. Doctor en teología y Diputado en las Cortes de Cádiz. Encabezando a un grupo de colonizadores de su natal Cunduacán, fundó la hoy ciudad de Heroica Cárdenas. En su honor, el municipio y la cabecera llevan su nombre.

- Andrés Sánchez Magallanes: (1810-1865).- Coronel republicano, héroe y defensor de La Reforma juarista, se distinguió en la guerra contra los invasores franceses. En reconocimiento de su lucha la cabecera municipal lleva el título de "Heroica". El Congreso del Estado lo declaró "Benemérito de Tabasco" y el puerto marítimo cardenense de Sánchez Magallanes, lleva su nombre.

- Ignacio Gutiérrez Gómez: (1889-1911).- Fue un militar que participó en la Revolución mexicana en Tabasco. Nació en San Felipe Río Nuevo. Se levantó en armas en contra de Porfirio Díaz, incluso antes del movimiento de 1910, al hacerlo el 5 de abril de ese año. El 19 de diciembre de 1910 se levantó nuevamente en armas. Al día siguiente, en una junta es nombrado Jefe del Movimiento Libertario de Tabasco y se le confiere el nombramiento de "general". Tomó Huimanguillo, Cárdenas, Comalcalco y Paraíso. Falleció durante la "Batalla de Aldama" en Comalcalco a manos del ejército federal el 21 de abril de 1911.

- Carlos Greene Ramírez: (1879-1929).- General Brigadier del Ejército Constitucionalista. Participó en muchas batallas durante la Revolución mexicana en Tabasco. Jefe de Operaciones Militares en el Estado de México. Primer gobernador de Tabasco por la Constitución de 1919.

- José del Carmen Sánchez Magallanes: Abogado. Diputado federal en el Congreso Constituyente de Querétaro 1917.

- Pedro Casanova Casao: Político. Gobernador Interino de Tabasco. En 1906 fue antirreeleccionista. Diputado por el 4.º Distrito correspondiente a su natal Cárdenas, firmó la Constitución del 5 de abril de 1919, pero fue desaforado siendo gobernador Tomás Garrido Canabal. Se suicidó en Veracruz el 16 de julio de 1948.

- Aquiles Calderón Marchena: Pionero de la radiodifusión en el Estado de Tabasco.

- Rubén Darío Vidal Ramos: Político. Presidente del Tribunal superior de Justicia del Estado, expresidente municipal de Cárdenas. Durante su gobierno dio inicio la modernización de la ciudad.

- Juan Manuel Cordova Cruz: Distinguiéndose por su trayectoria política y universitaria, pues entre los cargos que ocupó se encuentran Presidente de la División Académica de Ciencias Agropecuarias (DACA), de la Universidad Juárez Autónoma de Tabasco (UJAT). Córdova Cruz, quien actualmente fungía como Decimo segundo regidor del Ayuntamiento de Cárdenas y representaba al PRI, era hijo del ex tinto líder campesino del Plan Chontalpa, Juan Córdova Candelero, quien fue el primer presidente de la Unión de Ejidos “Lázaro Cárdenas del Río” y además fue diputado local de Cárdenas, por el tricolor.

- Jesús Daniel Gallardo Vasconcelos: Futbolista profesional, jugador internacional de la selección de México, participante en la Copa Mundial de Fútbol 2018 y la Copa Mundial de Fútbol 2022.

## Población
Según resultados preliminares del Censo General de Población y vivienda 2015 del INEGI, el municipio cuenta con 258,554 habitantes, de los cuales, 127 310 son hombres y 131 244 son mujeres, lo que representa el 11.1 de la población del estado de Tabasco y con esta cifra a Cárdenas es el segundo municipio más poblado del estado, después del municipio del Centro. La densidad de población del municipio es de 121,3 hab/km².
El municipio de Cárdenas cuenta con una población indígena de 306 habitantes, de los cuales 67 pertenecen a la etnia de habla náhuatl, 58 a la maya, 57 a la zapoteca, 50 son chontales de Tabasco y el resto se compone de otros grupos sin clasificación definida.

## Geografía

### Extensión
La extensión territorial del municipio es de 2,112 km², los cuales corresponden al 8.63% respecto al total del estado, y ocupa el 5 lugar en la escala de extensión municipal. 
Su división territorial está conformada por: una ciudad, 2 villas, 20 pueblos, 39 rancherías, 74 ejidos, 44 colonias urbanas, 5 fraccionamientos, 6 congregaciones, 31 colonias agrícolas y ganaderas. 
En el municipio se ubican 25 centros de desarrollo regional en los que se desarrollan la mayoría de las actividades económicas y sociales, estos son: villa y puerto Andrés Sánchez Magallanes, villa Benito Juárez, poblado Ignacio Gutiérrez Gómez, poblado C-23 (Venustiano Carranza), poblado C-11 (José María Morelos y Pavón), poblado Azucena 2.ª, poblado El Golpe, ranchería. Santuario 2.ª, poblado C-10 (Lázaro Cárdenas), poblado C-9 (Francisco I. Madero), poblado C-14 (Plutarco Elías Calles), poblado C-15 (Adolfo López Mateos), poblado C-16 (Emiliano Zapata), poblado C-17 Independencia, poblado C-22 (José María. Pino Suárez), poblado C-21 (Benito Juárez), poblado Santana 1.ª, poblado Santa Rosalía, r/a. Hidalgo 2.ª B, poblado C-27 (Eduardo Chávez), poblado C-28 (Gregorio Méndez), poblado C-33 (20 de noviembre) poblado C-29 (General Vicente Guerrero), poblado Melchor Ocampo, poblado Habanero 1.ª, poblado El Barrial.

### Límites municipales
Tiene límites administrativos con los siguientes municipios y/o accidentes geográficos, según su ubicación:
| Nombre                        | Periodo   | Cargo                            | Partido |
| ----------------------------- | --------- | -------------------------------- | ------- |
| Víctor Morales Vidal          | 1940      | Presidente Municipal             | PRM     |
| César Aguilera López          | 1941      | Presidente Municipal             | PRM     |
| Pedro Torruco Jiménez         | 1942      | Presidente Municipal             | PRM     |
| Eleazar Miranda Ramírez       | 1943      | Presidente Municipal             | PRM     |
| Andrés Hernández Casanova     | 1944-1946 | Presidente Municipal             | PRM     |
| César Aguilera López          | 1947-1948 | Presidente Municipal             | PRI     |
| Nicolás Aguilera Colorado     | 1949      | Presidente Municipal             | PRI     |
| Mario Priego Juárez           | 1950-1952 | Presidente Municipal             | PRI     |
| Plácido Aguilera Colorado     | 1953-1955 | Presidente Municipal             | PRI     |
| Ernesto Baltazar Valenzuela   | 1956-1958 | Presidente Municipal             | PRI     |
| Rubén Darío Vidal Ramos       | 1959-1961 | Presidente Municipal             | PRI     |
| Eleazar Miranda Ramírez       | 1962      | Presidente Municipal             | PRI     |
| Leonides de los Santos        | 1963-1964 | Presidente Municipal             | PRI     |
| Trinidad Fuentes Adriano      | 1965-1967 | Presidente Municipal             | PRI     |
| Manuel Piñera Morales         | 1968-1969 | Presidente Municipal             | PRI     |
| César Aguilera López          | 1970      | Presidente Municipal             | PRI     |
| Eduardo Estrada Espinoza      | 1971-1973 | Presidente Municipal             | PRI     |
| Eugenio Amat de la Fuente     | 1974-1976 | Presidente Municipal             | PRI     |
| Fernando Sánchez de la Cruz   | 1977-1979 | Presidente Municipal             | PRI     |
| Julián Montejo Velázquez      | 1980-1982 | Presidente Municipal             | PRI     |
| Eugenio Amat de la Fuente     | 1983-1985 | Presidente Municipal             | PRI     |
| Rubén Darío Vidal Ramos       | 1986-1988 | Presidente Municipal             | PRI     |
| Rodolfo Sánchez de la Cruz    | 1989-1991 | Presidente Municipal             | PRI     |
| Carlos Alberto Wilson Gómez   | 1992-1994 | Presidente del Consejo Municipal | PRD     |
| Héctor Muñoz Ramírez          | 1995-1997 | Presidente Municipal             | PRD     |
| Oscar Alberto Priego Gallegos | 1998-2000 | Presidente Municipal             | PRI     |
| Abenamar Morales Gamas        | 2001-2003 | Presidente Municipal             | PRD     |
| Tomás Brito Lara              | 2004-2006 | Presidente Municipal             | PRD     |
| Salvador Aquino Almeida       | 2007-2009 | Presidente Municipal             | PRD     |
| Nelson Pérez García           | 2010-2012 | Presidente Municipal             | PRI     |
| Avenamar Pérez Acosta         | 2013-2015 | Presidente Municipal             | PRD     |
| Rafael Acosta León            | 2016-2018 | Presidente Municipal             | PRD     |
| Armando Beltrán Tenorio       | 2018-2021 | Presidente Municipal             | Morena  |
| María Esther Zapata Zapata    | 2021-2024 | Presidenta Municipal             | Morena  |

| Noroeste: Golfo de México (Océano Atlántico) | Norte: Golfo de México (Océano Atlántico) | Nordeste: Paraíso            |
| Oeste: Huimanguillo y Agua Dulce (Veracruz)  |                                           | Este: Comalcalco y Cunduacán |
| Suroeste: Huimanguillo                       | Sur: Huimanguillo                         | Sureste: Reforma (Chiapas)   |

### Orografía
El suelo cardenense presenta un relieve muy regular, compuesto por terrenos planos con áreas de depresión con una altitud variable entre los 2 y los 17 m s. n. m. El municipio no presenta elevaciones naturales superiores a los 25 metros sobre el nivel del mar. La altitud de la cabecera municipales de 10 m s. n. m.
La mayor parte de la superficie presenta suelos arcillosos muy húmedos con drenaje deficiente debido a la poca variación en la altitud. También se presentan suelos arenosos y salinos en las áreas cercanas a la costa y suelos sedimentarios en las márgenes y lechos de los ríos.
El subsuelo de Cárdenas posee importantes yacimientos petrolíferos a nivel estatal, por lo cual es una zona de extracción de petróleo de primer orden.

### Hidrografía
Los recursos hidrográficos son variados, aunque no de manera tan crítica como en el centro del estado. El extremo oriental del municipio está bordeado por el río Mezcalapa, que corre hacia el oriente hasta desembocar en el Golfo de México. En la parte norte se encuentran los ríos San Felipe, Naranjeño y Santana.
En Cárdenas se encuentra el sistema lagunario más importante del estado; formado por las lagunas del Carmen y la Machona, las cuales están clasificadas como laguna costera, separadas del Golfo de México por la barra de Santa Anna.
Se localizan además, las lagunas de La Palma, Santa Teresa y el Pajaral, esta última mantiene en una de sus islas una importante población de aves entre gaviotas, pelícanos, garzas, entre otras. Esto la convierte en un puesto importante de estudio ambiental y en un potencial sitio de desarrollo ecoturístico.
En la parte Norte, los ríos San Felipe y Naranjeño desembocan en la laguna del Carmen y el río Santana en la laguna de La Machona. El río Chicozapote bordea la villa Benito Juárez y desemboca en el río Tonalá cerca de la boca de este último en el Golfo de México. Existen otros ríos y arroyos de menor importancia.

### Clima
Al igual que en el resto del estado, el clima de Cárdenas es cálido y húmedo con abundantes lluvias en verano (Am). La temperatura media anual en la entidad es de 27 °C, la temperatura máxima promedia es de 36 °C y se presenta en el mes de mayo, la temperatura mínima promedio es de 18.5 °C durante el mes de enero.
La precipitación media estatal es de 2 550 mm anuales, las lluvias se presentan todo el año, siendo más abundantes en los meses de junio a octubre.
La humedad relativa promedio anual está estimada en un 83%, con una máxima de 86% en enero y febrero y una mínima de 77% en mayo.
Los mayores vendavales ocurren en los meses de noviembre y diciembre, con máximas de 30 km/h y las menores en junio, con máximas de 20 km/h.

### Flora y fauna
La vegetación original es selva media y alta perfoliata; aunque la mayor parte ha cedido lugar a los cultivos agrícolas y, en su mayoría, a los pastizales para cría extensiva de ganado. En las áreas cercanas a los cuerpos de agua existe vegetación hidrofilacio, conocida como popal, formando marismas y pantanos de gran extensión tiene de vegetación como flores, árboles, plantas de tomates entre otros.
La fauna es propia de las regiones tropicales, con diversas especies de reptiles (en especial de quelonios), aves, anfibios y mamíferos; así como una enorme variedad de invertebrados.

## Economía

### Sector primario
Desde 1965, el municipio es sede del proyecto de desarrollo agrícola denominado Plan Chontalpa, el cual incorpora 352 mil hectáreas de cultivo en la región Chontalpa, teniendo el municipio 52 517ha cubiertas hasta ahora. Dicho proyecto está aún hoy en desarrollo puesto que se han presentado diversas dificultades en las diferentes etapas de su aplicación. Sin embargo, ha producido algunos resultados satisfactorios.
El municipio destaca como principal productor estatal de caña de azúcar (15 557ha), cacao (13 229ha), coco (9 054ha) y arroz (6 000ha). Otros cultivos producidos en el municipio, incluyen el maíz, frijol, sorgo, chile (ají) y cultivos frutales, de los cuales los más importantes son el plátano y los cítricos.
En cuanto a ganadería, en Cárdenas esta se practica de manera extensiva, contando el municipio con 117 772 cabezas de ganado bovino, 34 872 de porcino, 690 de ovino y 3 342 de ganado equino, así como 345 331 aves de corral, según datos del INEGI correspondientes al Censo Económico 2000.
La actividad pesquera no es otro sector importante de la producción municipal, puesto que Cárdenas cuenta con un litoral de 66 km, así como gran extensión de aguas interiores. Destaca la producción de ostión, róbalo, sábalo, cazón, cintilla, morena, camarón y jaiba. Recientemente se ha instituido la pesca de medusa o aguamala para su exportación a Japón. El principal centro de producción pesquera es la villa y puerto de Sánchez Magallanes.

### Sector secundario
En cuanto a la industria, el municipio presenta un importante desarrollo en el sector de industrialización de productos agrícolas; destacando los ingenios azucareros Benito Juárez y Santa Rosalía, la Planta Industrializadora de Cacao y la Beneficiadora de Arroz de la Chontalpa.
Otra industria relevante es la industria petrolera, que cuenta en el municipio con 37,879 km de corredores y ductos petrolíferos, siendo Cárdenas el municipio con mayor número de vías o ductos de este tipo en el estado.

### Sector terciario
La actividad turística se desarrolla principalmente en las zonas costeras, en la villa y puerto Sánchez Magallanes, cerca de la cual se ubican las lagunas Del Carmen, La Machona y El Pajaral, con gran potencial para el desarrollo ecoturístico. En la ciudad de Cárdenas puede encontrarse alojamiento con mayor facilidad.
El comercio es el motor principal de la economía cardenense, ya que la cabecera municipal es sitio de conexión entre la capital estatal, Villahermosa, y el Norte del país por la carretera federal 180. Gracias a esto, Cárdenas cuenta con numerosos establecimientos comerciales de toda índole, así como con gran cantidad de servicios, como tiendas de autoservicio de cadenas nacionales, agencias automovilísticas, bancos, restaurantes, farmacias, etcétera.

## Comunicaciones
A Cárdenas se puede arribar por carretera; hay en el municipio 811.50 km de carreteras pavimentadas de las cuales 80,3 km son de carreteras federales pavimentadas, y 259 km de carreteras estatales, de estas últimas 155 km están pavimentados y 104,2 km se encuentran revestidos.
En la totalidad de la red carretera que hay en el municipio se han construido 109 puentes vehiculares.
La carretera federal n.º 180 también llamada "Circuito del Golfo" atraviesa el municipio de poniente a oriente, y cuenta con dos opciones, la carretera federal libre de dos carriles y la moderna autopista de cuota, de cuatro carriles.
También, la carretera federal n.º 187 Malpaso-El Bellote, atraviesa el municipio de sur a norte.
La carretera costera del estado, comunica a la villa de Sánchez Magallanes con la ciudad de Paraíso, aunque se encuentra en muy mal estado ya que la erosión marina ha afectado varios tramos.

## Turismo

### Templo de San Antonio de Padua
Es la iglesia principal de Heroica Cárdenas, su fachada principal es sobria, en ella llama mucho la atención las torres y el nicho con la escultura de San Antonio de Padua lo que hace de esta majestuosa edificación un sitio digno de visitar. Está edificada frente al parque independencia y su interior además de su cristo resucitado en la cruz te dejan maravillado.

### Villa y puerto Sánchez Magallanes
Localidad de pescadores ubicado a orillas de la hermosa playa del mismo nombre. Se extiende en una pequeña península entre el Golfo de México y la Laguna del Carmen, cuenta con varios balnearios entre los que destacan Ensueño del Trópico, que es el más visitado, tiene una playa de 4 km de largo por 60 m de ancho. Tiene arena gris, de grano fino, pendiente de oleajes suaves. El agua es de color azul, templada, y de poca profundidad hasta 50 m mar adentro. También están el Balneario Acapulquito y Barra de Panteones. El puerto de Sánchez Magallanes es accesible por carretera y se encuentra a una distancia de 93 km de la cabecera municipal.

### Parque Ecológico de la Chontalpa
El Parque Ecológico de la Chontalpa contiene uno de los dos últimos relictos de selva de canacoite (Bravaisia integerrima) en México. Comprende una superficie de 277 ha y se ubica en la parte oeste del estado de Tabasco (17°59′05″ a
17°59′51″ N, 93°34′13″ a 93°35′33″ O). En este trabajo, se presentó una lista actualizada de 124 especies de aves registradas en checo
el parque, de las cuales 23 especies se encuentran en la lista de especies mexicanas en riesgo. Este estudio es relevante
porque constituye un sustento de la importancia del parque como un área para la conservación de las aves en la región de la
Chontalpa, Tabasco.

### Laguna del Carmen y La Machona
Desembocan al Golfo de México, cuyas tonalidades azules y verdes conjugan armoniosamente con la vegetación que las rodea. Ubicadas en un sitio de singular belleza, ideal para pescar y realizar paseos en lancha y observación de aves. 

### Isla El Pajaral
Isla ubicada a un costado del puerto de Sánchez Magallanes, es el lugar ideal para la práctica del turismo ecológico en virtud de que es un refugio natural de miles de aves, al hacer un agradable recorrido en lancha por la Laguna del Carmen, puedes contemplar estas hermosas Islas vírgenes en los que grandes parvadas de gaviotas, pelícanos, garzas e ibis que emprenden su vuelo en busca de alimento.

### Playa Ensueño del Trópico
Este balneario posee, aproximadamente, 4 kilómetros de playa, muy visitado especialmente en el verano. El agua azul-verde de poca profundidad y templada, así como la fina arena, hacen agradable la estancia al visitante que gusta del contacto con la naturaleza.

### Parque Benito Juárez García
Atractivo sitio con andadores, plazas y bancas de hierro, donde el máximo componente de su decoración lo constituye su vegetación de palmeras, flamboyanes y laureles de la India. 
Además existen vistosas áreas jardineadas y un hemiciclo dedicado al Lic. Benito Juárez, que luce columnas de fuste liso y capitel dórico.

### Museos
Museo Carlos Pellicer que está ubicado en la ciudad de Heroica Cárdenas, donde se exhiben obras del poeta, fotografías y piezas arqueológicas de la cultura olmeca.

### Obras de Arte (Pinturas)
Mural: "La Evolución del Hombre", de Ponce Montuy, en el museo Carlos Pellicer Cámara de la ciudad de Heroica Cárdenas.

### Otros sitios de interés
- Barra de Santa Anna
- Estadio Emilio Ruiz Ross
- Centro Cultural Cárdenas
- Parque Central de Cárdenas "Independencia"
- Plaza Hidalgo
- Iglesia de Nuestra Señora de Guadalupe Ciudad
- Palacio Municipal
- Chocolatera

## Fiestas y tradiciones
- Feria Municipal. En la cabecera municipal (del 1 al 16 de junio) en honor a San Antonio de Padua. Durante esta festividad se elige a la Flor de la Caña, las participantes pasean por las principales calles de la ciudad.

- Feria Ostrícola. En honor a Nuestra Señora Santa Ana, se realiza del 14 al 26 de julio en La Villa y Puerto de Sánchez Magallanes.

- Feria Patronal. En honor a San Antonio de Padua, en la cabecera municipal (del 6 al 13 de junio).

- Docenario. Festividades de Nuestra Señora de Guadalupe (1 al 12 de diciembre).

## Principales localidades
- Heroica Cárdenas: Cabecera Municipal. Considerada la segunda ciudad de importancia en el estado y la quinta del sureste de México. En ella se encuentran ubicados los principales edificios públicos del municipio y las representaciones estatales y federales. Las principales actividades económicas son el comercio y el servicio. La población aproximada es de 95,482 habitantes, y se encuentra a 50 km distante de la capital del estado.

- Sánchez Magallanes: Villa y puerto Antigua Barra de Santa Ana. Puerto del Golfo de México. Las principales actividades son la pesca, ostricultura, agricultura de plantación y ganadería. Hay una importante actividad de la industria petrolera en la región.La distancia de la cabecera municipio es de 93 km y su población aproximada es de 7,827 habitantes.

- Villa Benito Juárez: Antiguamente llamada "Campo Magallanes". Sus principales actividades son la ganadería, pesca, y la extracción de petróleo y gas. La distancia de la cabecera municipal es de 44,5 km y su población aproximada es de 4,961 habitantes.

- Santa Rosalía: (Miguel Hidalgo 2.ª) Las principales actividades son el cultivo y procesamiento de la caña de azúcar, la siembra de arroz y la ganadería. La distancia de la cabecera municipal es de 20 km y su población aproximada es de 4,727 habitantes.

- José Maria Pino Suarez: (Poblado C-22) Las principales actividades son el cultivo de caña de azúcar, cacao, arroz, y la ganadería. La distancia a la cabecera municipal es de 44 km y su población aproximada es de 4,245 habitantes

- Francisco I. Madero: (Poblado C-9) Las principales actividades son el cultivo de caña de azúcar, arroz, y la ganadería. La distancia de la cabecera municipal es de 33 km, y su población aproximada es de 4,139 habitantes.

- Coronel Gregorio Méndez: (Poblado. C-28) Las principales actividades son el cultivo de caña de azúcar, cacao, arroz, y la ganadería. La distancia a la cabecera municipal es de 15 km y su población aproximada es de 4,121 habitantes

- Melchor Ocampo: Ubicada a 1 km de la cabecera municipal, esta localidad tiene una población de 3224 habitantes. Su importancia se debe a la cercanía de la cabecera municipal. Sus actividades principales son la agricultura y ganadería así como el comercio.